# Campo recreativo A.O. Shirley
El Campo recreativo A.O. Shirley (en inglés: A.O. Shirley Recreation Ground) es un estadio de usos múltiples en Road Town, Islas Vírgenes Británicas. Actualmente se utiliza sobre todo para los partidos de fútbol y por lo general acoge los juegos del equipo nacional de fútbol de Islas Vírgenes Británicas. El estadio tiene capacidad para 3000 personas. El nombre del estadio es por Alexander Ogilvie Shirley, jugador de crícket que militó con la selección nacional entre 1967 y 1987. Es el único deportista del país con su nombre en un estadio.
El espacio también se ha utilizado como sede de partidos de críquet, con el primer partido  registrado jugado allí en 1988 entre un combinado de Islas Vírgenes y Nevis.